# Ганєєва Венера Ахатовна
Венера Ахатовна Ганєєва (рос. Ганеева Винера Ахатовна; нар. 24 березня 1955, Казань) — російська оперна концертно-камерна співачка (лірико-колоратурне сопрано), професор, завідувачка кафедрою сольного співу Казанського державного університету культури і мистецтв. Народна артистка Республіки Татарстан (1992). Народна артистка РРФСР, Народна артистка Російської Федерації (1995). Лауреатка Державної премії Республіки Татарстан ім. Г. Тукая (1997), кавалер «Ордена Дружби» (2006), ордена «За заслуги перед Республікою Татарстан» (2010). 

## Життєпис
Венера Ганєєва народилася 24 березня 1955 року в Казані. Закінчивши татарську школу № 89 ім. Г. Ібраґімова, в 1973 році вступила в Казанське музичне училище ім. Аухадеева. У 1983 році закінчила Казанську консерваторію.
1983 року почала кар'єру оперної співачки в Татарській державному театрі опери і балету імені Муси Джаліля.
Одружена.

## Громадянська позиція
У березні 2014 року підписала листа на підтримку політики президента Росії Володимира Путіна щодо російської військової інтервенції в Україну.